# جشن سانئو
جشن سانئو در کنار جشن کاندا و جشن فوکاگاوا، سه جشن بزرگ ادو نامیده می‌شوند. (祭) یا جشنواره Sannō، یک جشنواره بزرگ شینتو در توکیو به همراه Fukagawa Matsuri و Kanda Matsuri است. این جشنواره هر ساله در اواسط ژوئن برگزار می شود، اما شامل یک راهپیمایی به نام شینکوسای تنها در سال های زوج است. جشن‌های سالانه تعدادی از فعالیت‌ها و جشن‌ها را در طول یک هفته شامل می‌شود، از جمله رژه یک روزه شینکوسای (همچنین به نام جینکوسای) در ناگاتاچو، چیودا، توکیو.